# Orien Greene
Pour les articles homonymes, voir Greene.
Orien Greene, né le 4 février 1982, à Gainesville, en Floride, est un joueur américain de basket-ball. Il évolue au poste de meneur.

## Palmarès
- All-NBDL Second Team 2011